# Skottdramat i Nangpa La

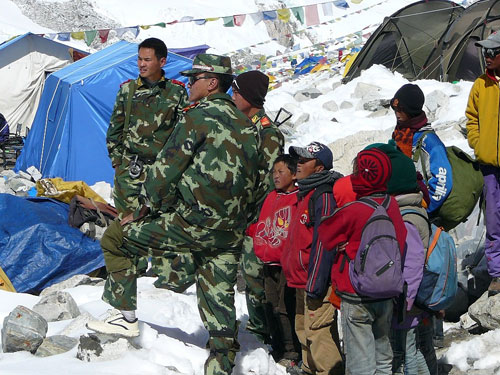
Några av flyktingarna med gränsvakter ur Folkets beväpnade polis i Cho Oyus basläger, fotograferade av Pavle Kozjek.

Skottdramat i Nangpa La inträffade den 30 september 2006 kl. 10.30 då en grupp på cirka 75 tibetanska pilgrimer blev beskjutna av Folkets beväpnade polis när de försökte ta sig över den kinesiska gränsen till Nepal. Minst en av pilgrimerna dödades och upp emot 32 av dem togs till fånga av polisen. Hela händelseförloppet dokumenterades på film, vilket ledde till att Folkrepubliken Kinas regering utsattes för kritik för kränkningar av de mänskliga rättigheterna.

## Bakgrund
Bergspasset Nangpa La är beläget på 5806 m ö.h. nära Cho Oyu och har länge använts som en handelsled mellan Tibet och Nepal. Efter Tibets införlivande med Folkrepubliken Kina blev passet en internationell gräns mellan Kina och Nepal. Det är också en populärt basläger för bergbestigare som ska klättra upp för Cho Oyu, som ofta använts som förberedelse för bestigning av Mount Everest.

## Händelseförlopp

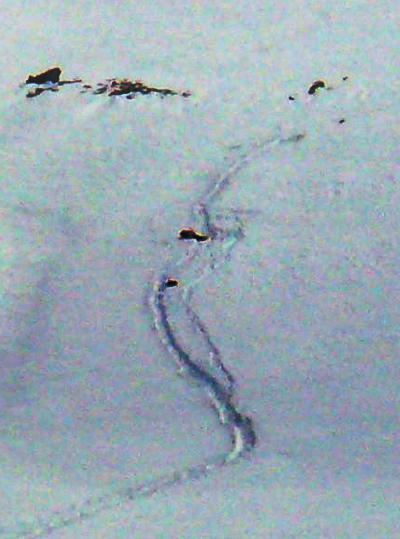
Pavle Kozjeks foto av den nedskjutna nunnan Kelsang Namtso i snön vid Nangpa La.

Den 30 september 2006 försökte en grupp på omkring 75 tibetanska pilgrimer lämna Tibet genom Nangpa La för att därifrån sig bege sig till Dharamsala och träffa Dalai Lama. Styrkor ur Folkets beväpnade polis, som har ansvar för gränsbevakning i Kina, lyckades spåra gruppen och öppnade eld mot dem kl. 10.30, vilket bevittnades av ett hundratal bergbestigare från Europa och USA. En av flyktingarna, den 17-åriga nunnan Kelsang Namtso dödades av elden och en 23-årig man träffades i benet. Gränspolisen grep ett stort antal flyktingar, men 41 av dem 75 lyckades ta sig över gränsen till ett flyktingcenter i Kathmandu.
18 av flyktingarna saknas fortfarande och de kinesiska myndigheterna har inte uppgivit vad som hänt med dem.

## Efterspel
Händelseförloppet dokumenterades av flera bergsklättrare som också hjälpte till att gömma flyktingar i baslägret. Inom ett par dagar hade nyheten nått massmedia. Den officiella kinesiska nyhetsbyrån Xinhua medgav att en nunna hade avlidit "på grund av syrebrist" Nangpa La och hävdade att gränsvakterna hade varit tvungna att öppna eld i självförsvar.
Efter par dagar blev dock ett videoklipp offentligt som den rumänske fotografen Sergiu Matei spelat in i Nangpa La, vilket visade att gränsvakterna hade beskjutit de obeväpnade flyktingarna medan de var på väg bort från kinesisk territorium. Den slovenske bergsklättraren Pavle Kozjek offentliggjorde också bilder han lyckats ta i hemlighet. Incidenten fördömdes av ett stort antal NGO och Human Rights Watch krävde en oberoende undersökning av händelsen. Europaparlamentet antog också en resolution som fördömde de kinesiska myndigheternas agerande och påpekade att det strider mot folkrätten att skjuta mot obeväpnade flyktingar.

Incidenten anses vara unik eftersom det är ett av få tillfällen då kinesiska gränsstyrkor fotograferats när de använder dödligt våld.